# Burnt Weeny Sandwich
Burnt Weeny Sandwich album je Frank Zappe i grupe The Mothers of Invention koji izlazi u veljači 1970.g.

Glavni favorit uz Zappu na albumu je svestrani i genijalni Ian Underwood koji ima značajan doprinos na albumu.

Na albumu se nalazi 9 pjesama a njihov producent je Frank Zappa.

## Popis pjesama
1. "WPLJ" (Four Deuces) – 2:52
2. "Igor's Boogie, Phase One" (Zappa) – 0:36
3. "Overture to a Holiday in Berlin" (Zappa) – 1:27
4. "Theme from Burnt Weeny Sandwich" (Zappa) – 4:32
5. "Igor's Boogie, Phase Two" (Zappa) – 0:36
6. "Holiday in Berlin, Full-Blown" (Zappa) – 6:24
7. "Aybe Sea" (Zappa) – 2:46
8. "The Little House I Used to Live In" (Zappa) – 18:41
9. "Valarie" (Jackie and the Starlites) – 3:15

## Popis izvođača
- Frank Zappa – gitara, klavijature, vokal
- Jimmy Carl Black – udaraljke, bubnjevi
- Roy Estrada – bas-gitara, vokal
- Gabby Furggy – vokal
- Bunk Gardner – rog, šumovi
- Lowell George – gitara
- Don "Sugarcane" Harris – violina, vokal
- Don Preston – bas, klavir, klavijature
- Jim Sherwood – gitara, vokal, šumovi
- Art Tripp – bubnjevi
- Ian Underwood – gitara, klavir, klavijature, šumovi